# Campeonato Pernambucano de Futebol de 2020
O Campeonato Pernambucano de Futebol de 2020 foi a 106ª edição do torneiro realizado no estado de Pernambuco e organizado pela Federação Pernambucana de Futebol. O campeonato contou com a participação de 10 (dez) equipes entre os meses de Janeiro a Abril. Em 16 de março, a Federação Pernambucana de Futebol suspendeu o campeonato por tempo indeterminado devido à pandemia de COVID-19.
Sendo marcada pelas estreias de Decisão Sertânia e Retrô Brasil campeão e vice-campeão da Série A2 do ano passado, respectivamente.
A bola do Campeonato Pernambucano 2020 é ecológica. Revestida por tecido confeccionado a partir de garrafas PET recicladas, a S11 Ecoknit é a primeira bola de futebol profissional do mundo com apelo sustentável. Esta edição do pernambucano foi marcado por um fato inédito em toda sua história. Pela primeira vez, a equipe do Salgueiro conquistou seu primeiro título estadual e conquistou um fato inerido, como o primeiro clube do interior a conquistar o estadual. A equipe do "Carcará do Sertão", empatou em 1 a 1 com o Santa Cruz no estádio Cornélio de Barros, partida valida pelo jogo de ida da grande final. No jogo válido da volta, após outro terminado em 0 a 0 e decisão nas penalidades, o Salgueiro marca 2020 com uma conquista inédita em 105 anos no futebol de Pernambuco, que era polarizado entre o Trio de Ferro de Recife.

## Formato e Regulamento

### Regulamento
O Campeonato Pernambucano terá uma nova fórmula. E inédita. Após reunião na tarde do dia 18 de novembro de 2018 na sede da Federação Pernambucana de Futebol (FPF), os clubes definiram o regulamento do Estadual de 2020, que chegará a sua 106ª edição. No total, serão 13 datas para a competição, que terá início em 18 de janeiro e término previsto para o dia 26 de abril. De acordo com o presidente Evandro Carvalho, houve um 'alinhamento' e satisfação por parte de todos os clubes na reunião em relação ao formato. 
As dez equipes se enfrentam em turno apenas de ida, onde os seis melhores classificam-se e os quatro últimos realizam um quadrangular de pontos corridos para definir os dois rebaixados para o Pernambucano Série A2 de 2021. Deste sexteto que passa de fase, os dois primeiros já estão garantidos na semifinal, enquanto o 3º enfrenta o 6º e o 4º duela com o 5º para definir os outros dois semifinalistas - estes confrontos serão realizados em jogo único, com mando para a equipe de melhor desempenho na primeira fase.
Na semifinal, novamente jogo único, com o líder e vice-líder da primeira fase tendo o mando de campo por conta da melhor campanha. Já na final, os duelos serão em ida e volta, com o time que tiver feito mais pontos ao longo da primeira fase realizando a segunda partida em casa.
A diferença, aliás, para a edição do ano passado é que menos times passam de fase. Em 2019 oito times se qualificavam e os dois últimos eram rebaixados direto. Também foi definido o fim da decisão por 3° lugar, sendo este definido agora via pontuação geral.

### Formato
Primeira fase: Todos os clubes se enfrentam em jogos de ida, se classificando os seis melhores e os quatro piores realizam um quadrangular de pontos corridos em três datas para definir os dois rebaixados para o Pernambucano Série A2 de 2021. Os dois primeiros nesta fase já se garantem na semifinal. 
Segunda fase: (Quartas de Final): Disputada em jogo único, com o 3º colocado enfrentando o 6º, e o o 4º jogando contra o 5º para definirem os outros dois semifinalistas. Os times de melhores campanha fazem a partida como mandantes. Em caso de igualdade, a decisão será nos pênaltis.
Terceira fase: (Semifinais): Semifinais também disputada em apenas um jogo com o mando para o líder e vice-líder da primeira fase. Em caso de igualdade, a decisão será nos pênaltis.
Quarta fase: (Final): Realizada em jogos de ida e volta, com o time de melhor campanha no primeiro turno fazendo o segundo jogo em casa. Para a definição do campeão, será considerada a soma da pontuação nos dois jogos. Em caso de igualdade em pontos, o primeiro critério será o saldo de gols na fase (sem gol qualificado). Persistindo o empate nos 180 minutos, o campeão sairá nos pênaltis.

## Critérios de Desempate
Na 1ª fase e no quadrangular do rebaixamento sempre que duas ou mais equipes estiverem em igualdade de pontos,  os critérios de desempates devem ser aplicados na seguinte ordem:
1. Número de vitórias
2. Saldo de gols
3. Gols marcados
4. Número de cartões vermelhos
5. Número de cartões amarelos
6. Sorteio público

Na 2ª, 3ª e 4ª fase, sempre que as duas equipe estiverem em igualdade do pontos aplica-se os seguintes critérios:
1. Saldo de gols;
2. Tiros de ponto penal, conforme as Regras do Jogo de Futebol.

## Equipes Participantes
| Equipe                                                | Cidade                 | Em 2019 | Estádio (Mando)                             | Capacidade   | Títulos (Último) | Part. |
| ----------------------------------------------------- | ---------------------- | ------- | ------------------------------------------- | ------------ | ---------------- | ----- |
| Afogados da Ingazeira Futebol Clube                   | Afogados da Ingazeira  | 3°      | Vianão                                      | 1 735        | 0 (não possui)   | 4     |
| Central Sport Club                                    | Caruaru                | 6°      | Estádio Luiz José de Lacerda                | 19 478       | 0 (não possui)   | 59    |
| Sociedade Esportiva Decisão Futebol Clube             | Bonito                 | 1° (A2) | Estádio Luiz José de Lacerda Antônio Inácio | 19 478 6 000 | 0 (não possui)   | 1     |
| Clube Náutico Capibaribe                              | Recife                 | 2°      | Aflitos                                     | 19 800       | 22 (em 2018)     | 105   |
| Petrolina Social Futebol Clube                        | Petrolina              | 8°      | Paulo Coelho                                | 5 000        | 0 (não possui)   | 11    |
| Retrô Futebol Clube Brasil                            | Camaragibe             | 2° (A2) | Arena de Pernambuco                         | 44 300       | 0 (não possui)   | 1     |
| Salgueiro Atlético Clube                              | Salgueiro              | 4°      | Cornélio de Barros                          | 12 070       | 0 (não possui)   | 14    |
| Santa Cruz Futebol Clube                              | Recife                 | 5°      | Arruda                                      | 60 044       | 29 (em 2016)     | 106   |
| Sport Club do Recife                                  | Recife                 | 1°      | Ilha do Retiro                              | 30 000       | 42 (em 2019)     | 104   |
| Associação Acadêmica e Desportiva Vitória das Tabocas | Vitória de Santo Antão | 7°      | Arena de Pernambuco                         | 44 300       | 0 (não possui)   | 9     |

## Confrontos
Para ler a tabela, a linha horizontal representa os jogos da equipe como mandante. A coluna vertical indica os jogos da equipe como visitante.
| Vitória do mandante; Vitória do visitante; Empate. | Em vermelho os jogos da próxima rodada; Em negrito os jogos "clássicos". |

## Desempenho Por Rodada
Clubes que lideraram o campeonato ao final de cada rodada:
| 1   | 2   | 3   | 4   | 5   | 6   | 7   | 8   | 9   |
| STC | AFO | STC | STC | STC | STC | STC | STC | STC |

Clubes que ficaram em último lugar no campeonato ao final de cada rodada:
| Rodadas | Rodadas | Rodadas | Rodadas | Rodadas | Rodadas | Rodadas | Rodadas | Rodadas |
| ------- | ------- | ------- | ------- | ------- | ------- | ------- | ------- | ------- |
| 1       | 2       | 3       | 4       | 5       | 6       | 7       | 8       | 9       |
| PET     | PET     | PET     | PET     | VIT     | VIT     | VIT     | VIT     | VIT     |

## Segunda Fase
| Pos | Equipes             | Pts | J | V | E | D | GP | GC | SG | %   |
| --- | ------------------- | --- | - | - | - | - | -- | -- | -- | --- |
| 1   | Sport               | 9   | 3 | 3 | 0 | 0 | 9  | 0  | +9 | 100 |
| 2   | Vitória das Tabocas | 4   | 3 | 1 | 1 | 1 | 3  | 3  | 0  | 44  |
| 3   | Petrolina           | 2   | 3 | 0 | 2 | 1 | 2  | 7  | –5 | 22  |
| 4   | Decisão Sertânia    | 1   | 3 | 0 | 1 | 2 | 2  | 6  | –4 | 11  |

|  |                            |
|  | Rebaixados para à Série A2 |

|                     | DFC | PET | SPT | VIT |
| ------------------- | --- | --- | --- | --- |
| Decisão Sertânia    | —   | —   | 0–3 | 1–2 |
| Petrolina           | 1–1 | —   | —   | —   |
| Sport               | —   | 5–0 | —   | 1–0 |
| Vitória das Tabocas | —   | 1–1 | —   | —   |

## Fase final
Em itálico, os times que possuem o mando de campo do confronto e em negrito os times classificados.
|  | Quartas de final 26 de julho | Quartas de final 26 de julho | Quartas de final 26 de julho |            |   | Semifinais 29 e 30 de julho | Semifinais 29 e 30 de julho | Semifinais 29 e 30 de julho |  |  | Final 2 e 5 de agosto | Final 2 e 5 de agosto | Final 2 e 5 de agosto | Final 2 e 5 de agosto | Final 2 e 5 de agosto |
|  |                              |                              |                              |            |   |                             |                             |                             |  |  |                       |                       |                       |                       |                       |
|  |                              | Salgueiro                    |                              |            |   |                             |                             |                             |  |  |                       |                       |                       |                       |                       |
|  |                              |                              |                              |            |   |                             |                             |                             |  |  |                       |                       |                       |                       |                       |
|  |                              |                              | Salgueiro                    | 3          |   |                             |                             |                             |  |  |                       |                       |                       |                       |                       |
|  |                              |                              |                              | 3          |   |                             |                             |                             |  |  |                       |                       |                       |                       |                       |
|  |                              |                              | Afogados                     | 0          |   |                             |                             |                             |  |  |                       |                       |                       |                       |                       |
|  |                              | Retrô                        | Afogados                     | 0          | 0 |                             |                             |                             |  |  |                       |                       |                       |                       |                       |
|  |                              | Retrô                        |                              |            | 0 |                             |                             |                             |  |  |                       |                       |                       |                       |                       |
|  |                              | Afogados                     | 1                            |            |   |                             |                             |                             |  |  |                       |                       |                       |                       |                       |
|  |                              |                              |                              |            |   |                             |                             |                             |  |  |                       | Salgueiro             | 1                     | 0                     |                       |
|  |                              |                              |                              | Santa Cruz | 1 | 0                           |                             |                             |  |  |                       |                       |                       |                       |                       |
|  |                              | Santa Cruz                   |                              |            |   |                             |                             |                             |  |  |                       |                       |                       |                       |                       |
|  |                              |                              |                              |            |   |                             |                             |                             |  |  |                       |                       |                       |                       |                       |
|  |                              |                              | Santa Cruz (pen)             | 0 (7)      |   |                             |                             |                             |  |  |                       |                       |                       |                       |                       |
|  |                              |                              |                              | 0 (7)      |   |                             |                             |                             |  |  |                       |                       |                       |                       |                       |
|  |                              |                              | Náutico                      | 0 (6)      |   |                             |                             |                             |  |  |                       |                       |                       |                       |                       |
|  |                              | Náutico                      | Náutico                      | 0 (6)      | 2 |                             |                             |                             |  |  |                       |                       |                       |                       |                       |
|  |                              | Náutico                      |                              |            | 2 |                             |                             |                             |  |  |                       |                       |                       |                       |                       |
|  |                              | Central                      | 1                            |            |   |                             |                             |                             |  |  |                       |                       |                       |                       |                       |

## Premiação
| Campeão Pernambucano de 2020  |
| Salgueiro                     |
| ----------------------------- |
| Salgueiro Campeão (1° título) |

| Vice-campeão | Terceiro colocado | Quarto colocado |
| ------------ | ----------------- | --------------- |
| Santa Cruz   | Náutico           | Afogados        |

## Artilharia
Atualizado em 8 de março de 2020.
| Pos. | Jogador           | Equipe     | Gols |
| ---- | ----------------- | ---------- | ---- |
| 1º   | Diego Ceará       | Afogados   | 5    |
| 2º   | Pipico            | Santa Cruz | 4    |
| 2º   | Willian Lira      | Retrô      | 4    |
| 2º   | Muller Fernandres | Salgueiro  | 4    |
| 4º   | Bruninho          | Petrolina  | 3    |
| 4º   | Hernane           | Sport      | 3    |
| 4º   | Willian Anicete   | Salgueiro  | 3    |

### Hat-trick
| Jogador      | Clube | Adversário       | Placar | Data            | Ref.   |
| ------------ | ----- | ---------------- | ------ | --------------- | ------ |
| Willian Lira | Retrô | Decisão Sertânia | 5–2    | 20 de fevereiro | [ 11 ] |

## Maiores Públicos
Esses são os dez jogos de maior público do campeonato:

## Menores Públicos
Esses são os dez jogos de menor  público do campeonato:

## Médias de Público
Estas são as médias de público dos clubes no campeonato, considerando jogos das equipes em todas as fases e como mandantes:
| N° | Time                | Média | Total  | Mandos[PF] |
| -- | ------------------- | ----- | ------ | ---------- |
| 1  | Santa Cruz          | 4 470 | 22 350 | 5          |
| 2  | Sport               | 4 022 | 16 091 | 4          |
| 3  | Náutico             | 3 803 | 19 017 | 5          |
| 4  | Retrô               | 2 715 | 8 145  | 3          |
| 5  | Central             | 2 032 | 8 129  | 4          |
| 6  | Afogados            | 1 116 | 4 467  | 4          |
| 7  | Salgueiro           | 752   | 3 011  | 4          |
| 8  | Petrolina           | 636   | 2 544  | 4          |
| 9  | Decisão Sertânia    | 432   | 1 298  | 3          |
| 10 | Vitória das Tabocas | 391   | 1 567  | 4          |

- PF. ^ Jogos com portões fechados não são considerados.

## Mudança de Técnicos
| Clube            | Antecessor        | Motivo    | Data            | Última partida               | Etapa    | Rod | Pos | Sucessor        | Ref.          |
| ---------------- | ----------------- | --------- | --------------- | ---------------------------- | -------- | --- | --- | --------------- | ------------- |
| Decisão Sertânia | Alexandre Lima    | Demitido  | 2 de fevereiro  | Náutico 4–0 Decisão Sertânia | Primeira | 3ª  | 7º  | Nilson Corrêa   | [ 12 ] [ 13 ] |
| Sport            | Guto Ferreira     | Resignado | 13 de fevereiro | Brusque 2–1 Sport            | Primeira | 3ª  | 5°  | Daniel Paulista | [ 14 ] [ 15 ] |
| Central          | Evandro Guimarães | Demitido  | 17 de fevereiro | Central 0–0 Santa Cruz       | Primeira | 4ª  | 7º  | Sílvio Criciúma | [ 16 ] [ 17 ] |

## Classificação final
Somando os pontos da primeira fase e dos jogos play offs para assim definir os três representantes do estado na Copa do Brasil 2021 e os três representantes na Série D 2021.

## Transmissão
O Grupo Globo detém todos os direitos de transmissão do campeonato na TV Aberta, fechada e PPV.

### Jogos transmitidos pelaTV Globopara o estado de PE

#### Primeira fase
- 1ª rodada - Náutico 1–1 Sport - 19 de janeiro (Dom) - 16:00
- 2ª rodada - Petrolina 0–1 Náutico - 26 de janeiro (Dom) - 16:00
- 3ª rodada - Santa Cruz 1–0 Vitória - 2 de fevereiro (Dom) - 16:00
- 4ª rodada - Decisão 0–0 Sport - 9 de fevereiro (Dom) - 16:00
- 4ª rodada - Central 0–0 Santa Cruz - 16 de fevereiro (Dom) - 16:00
- 5ª rodada - Nenhum jogo transmitido pela Globo nessa rodada
- 6ª rodada - Nenhum jogo transmitido pela Globo nessa rodada
- 7ª rodada - Santa Cruz 2–0 Náutico - 1 de março (Dom) - 16:00
- 8ª rodada - Náutico 2–2 Retrô - 8 de março (Dom) - 16:00
- 8ª rodada - Santa Cruz 2–1 Decisão - 15 de março (Dom) - 16:00
- 9ª rodada - Sport 1–2 Santa Cruz - 19 de julho (Dom) - 16:00

#### Fase final
- Quartas de final/Jogo único - Náutico 2–1 Central - 26 de julho (Dom) - 16:00
- Semifinal/Jogo único - Santa Cruz 0(7-6)0 Náutico - 29 de julho (Qua) - 21:30
- Final/Jogo de ida - Salgueiro 1–1 Santa Cruz - 2 de agosto (Dom) - 16:00
- Final/Jogo de volta - Santa Cruz 0(3–4)0 Salgueiro - 5 de agosto (Qua) - 21:30

#### Transmissões na TV aberta por time
| Clube               | 1ª fase | (QF, SF e F) | Total |
| ------------------- | ------- | ------------ | ----- |
| Afogados            | 0       | 0            | 0     |
| Central             | 1       | 1            | 2     |
| Decisão Sertânia    | 2       | 0            | 2     |
| Náutico             | 4       | 2            | 6     |
| Petrolina           | 1       | 0            | 1     |
| Retrô               | 1       | 0            | 1     |
| Salgueiro           | 0       | 2            | 2     |
| Santa Cruz          | 5       | 3            | 8     |
| Sport               | 3       | 0            | 3     |
| Vitória das Tabocas | 1       | 0            | 1     |

## Ver Também
- Campeonato Pernambucano de Futebol de 2020 - Série A2
- Copa do Nordeste de Futebol de 2020
- Futebol do Nordeste do Brasil